# Charinus monasticus
Espèce
Charinus monasticus est une espèce d'amblypyges de la famille des Charinidae.

## Distribution
Cette espèce est endémique de l'État de Rio de Janeiro au Brésil. Elle se rencontre vers Rio de Janeiro.

## Description
La carapace des femelles mesure de 2,50 à 3,69 mm de long sur de 3,24 à 5,13 mm.

## Étymologie
Son nom d'espèce lui a été donné en référence au lieu de sa découverte, le couvent de Saint Antoine (pt).

## Publication originale
- Miranda, Giupponi, Prendini & Scharff, 2021 : « Systematic revision of the pantropical whip spider family Charinidae Quintero, 1986 (Arachnida, Amblypygi). » European Journal of Taxonomy, no 772, p. 1–409 (texte intégral).